# Hubert Haenel
Hubert Haenel (ur. 20 maja 1942 w Pompey, zm. 10 sierpnia 2015 w Paryżu) – francuski polityk, prawnik i samorządowiec, długoletni członek Senatu, sędzia Rady Konstytucyjnej.

## Życiorys
Po ukończeniu studiów prawniczych kształcił się w szkole dla sędziów École nationale de la magistrature. Pracował w administracji rządowej i sądowej (jako magistrat), był także nauczycielem akademickim na Université d’Aix-Marseille III. Od 1977 do 2001 zajmował stanowisko mera miejscowości Lapoutroie. Był również członkiem, a od 1992 do 2010 wiceprzewodniczącym rady regionalnej w Alzacji.
Działacz gaullistowskiego Zgromadzenia na rzecz Republiki i następnie Unii na rzecz Ruchu Ludowego. W 1986 wybrany w skład Senatu, reelekcję uzyskiwał w 1995 i 2004. Reprezentował izbę wyższą francuskiego parlamentu w Konwencie Europejskim. Z Senatu odszedł w 2010 w związku z nominacją w skład Rady Konstytucyjnej, w której zasiadał do czasu swojej śmierci w 2015.

## Odznaczenia
Francuskie
- Oficer Legii Honorowej
- Oficer Orderu Narodowego Zasługi
- Kawaler Orderu Palm Akademickich[2]

Zagraniczne
- Komandor Orderu Zasługi Republiki Federalnej Niemiec
- Oficer Orderu Zasługi Republiki Włoskiej
- Wielka Srebrna Odznaka Honorowa z Gwiazdą za Zasługi dla Republiki Austrii[2]